# 대도행랑
대도행랑(大道行郎, ?~?)는 발해 유민이다.

## 생애
발해 멸망 후 요나라에게 지배받던 발해의 왕실 후손인 것으로 추정되며, 요나라에서 발해감문군(渤海監門軍)을 지냈다.
1029년, 발해 왕실의 후손이던 대연림(大延琳)이 반기를 들자 그를 지지했다. 하지만 그가 세운 흥료국은 멸망했으며, 1031년에 그와 14명은 고려로 망명했다.